# Игрушечный переулок (Сестрорецк)
Игру́шечный переу́лок — переулок в городе Сестрорецке Курортного района Санкт-Петербурга. Проходит от Дубковского переулка до Литейной набережной.
Название появилось в 1930-х годах. По преданию, оно связано с тем, что здесь жил мастер, который делал на продажу игрушки.

## Перекрёстки
- Дубковское шоссе
- Большой Литейный переулок
- Литейная набережная